# 平海城墙
平海城墙，或称平海古城，位于中国广东省惠州市惠东县平海镇。平海城墙始建于明洪武18年（公元1385年），至今尚存四座城门楼及部分城墙。1987年，平海城门楼被列入惠东县文物保护单位。
平海古城墙周围1700多米，高6米。平海城上有四楼：东楼为“晏公爷”，南楼为“协天大帝”，西楼为“华光大帝”，北楼为“玄天大帝”。